# Пасконов, Вилен Михайлович
Виле́н Миха́йлович Паско́нов (1933—2015) — математик, доктор физико-математических наук, профессор кафедры математической физики, заведующий лабораторией моделирования процессов тепломассопереноса факультета вычислительной математики и кибернетики МГУ

## Биография
Родился 5 сентября 1933 года в городе Свердловске. Окончил с золотой медалью среднюю школу № 36 города Москвы (1951). Окончил механико-математический факультет МГУ (1956).
Кандидат физико-математических наук (1968); тема диссертации: «Разностные методы решения уравнений пограничного слоя» (научные руководители Г. И. Петров и Л. А. Чудов). Доктор физико-математических наук (1984); тема диссертации: «Численное моделирование ламинарных течений вязкого газа». Ученое звание — профессор по специальности вычислительная математика (1987).
Член-корреспондент РАЕН (1994). Заслуженный профессор МГУ (1998). Заслуженный деятель науки Российской Федерации (2002).
Лауреат премии Совета Министров СССР (1982), лауреат Ломоносовской премии МГУ (1985), лауреат первой премии Минвуза СССР (1986), награждён золотой медалью имени П. Л. Капицы (1996), золотой медалью имени М. В. Келдыша (2004).
Работал в МГУ с 1956 года: сначала в Вычислительном центре (1956—1982), затем на факультете ВМК (с 1982). Заведующий отделом механики вязкой жидкости ВЦ МГУ (1968—1982); профессор кафедры математической физики, заведующий лабораторией моделирования процессов тепло-массопереноса факультета ВМК (с 1982). Заместитель декана по научной работе факультета вычислительной математики и кибернетики МГУ (1991—2000). Член Ученого совета МГУ (1991—2000), заместитель председателя Ученого совета факультета ВМК (1991—2000); член специализированного совета по математике МАИ.
Область научных интересов: вычислительные методы, математическое моделирование, вычислительная аэрогидродинамика, уравнения Навье-Стокса, применение суперкомпьютеров.
Пасконовым созданы разностные методы решения уравнений пограничного слоя и на их основе численно исследованы сжимаемые и несжимаемые, стационарные и нестационарные течения в пограничных слоях. Разработаны численные методы интегрирования уравнений Навье-Стокса для расчёта ламинарных течений вязкого совершенного газа. Предложена методика численного моделирования сверхзвукового осесимметричного обтекания тел конечного размера. Впервые без априорных предположений о структуре течений исследованы течения в ближнем и дальнем следе за затупленными телами, отрывные течения около тел сложной формы, нестационарные режимы отрывных течений. Для моделирования вязких течений жидкостей и газов на основе разностных методов проведена модификация модели Навье-Стокса и предложена система уравнений третьего порядка, для численного решения которой построены разностные методы повышенного порядка точности. В последние годы жизни работа Пасконова была связана с применением суперкомпьютеров нового поколения.
В течение всех лет работы в МГУ вел активную педагогическую деятельность: руководил специальными семинарами, курсовыми и дипломными работами, читал курс лекций «Программирование» для потока механиков на механико-математическом факультете, курс «Вычислительные методы и программирование» для биофизиков на биологическом факультете. С 1970 г. на факультете ВМК читал курсы лекций: «Математические модели в естествознании», «Математические модели и их программная реализация», «Численные методы решения нелинейных задач аэрогидродинамики», «Суперкомпьютеры и их применение».
Среди учеников Пасконова 15 кандидатов наук и 3 доктора наук. Пасконов — автор 150 научных работ, в том числе 6 монографий.
Основные публикации:
- Навье-Стокса уравнения // Математическая энциклопедия, т. 3, с. 849—851 — М., Советская энциклопедия, 1982;
- Численное исследование сверхзвукового обтекания тел вязким газом — М.: изд-во МГУ, 1980 (соавт. Кокошинская Н. С., Павлов Б. М.);
- Численное моделирование процессов тепло — и массообмена — М., Наука, 1984 (соавт. Полежаев В. И., Чудов Л. А.);
- Численное моделирование нестационарных ламинарных течений вязкого газа — М.: изд-во МГУ, 1986 (соавт. Петухова Т. П., Русаков С. В.);
- Modified Navier-Stokes Equations for finite-difference computation of viscous Flow // Comp. Math. and Modeling, 1997, v. 8, № 4, pp. 400—407;
- Неклассические решения классической задачи о течении вязкой несжимаемой жидкости в плоском канале // Прикладная математика и информатика, № 17, с. 13-30 — М., МАКС Пресс, 2004 (соавт. Березин С. Б.);
- Суперкомпьютерное исследование нестационарных трехмерных турбулентных течений вязкой несжимаемой жидкости в каналах прямоугольного сечения на основе модели Навье-Стокса // Вычислительные методы и программирование, т. 9, № 2, с. 209—214 — М., НИВЦ МГУ, 2008 (соавт. Березин С. Б., Комарова Е. С.).